# 대리
대리(代理)란 본인이 아닌 제 3자가 본인을 위해 대신 법률행위를 행하는 것을 말한다. 통설은, 대리는 1차적으로 사적자치의 확장이라는 기능을 가지며, 이는 임의대리에서 크게 나타나며, 2차적으로는 사적자치의 보충이라는 기능을 가지며, 이는 법정대리에서 크게 나타난다고 한다. 준법률행위 대리금지의 원칙은 예외가 있다. 의사의 통지와 관념의 통지는 준법률행위이나 대리가 허용된다. 사실행위 대리금지의 원칙은 예외가 없다. 즉 물건의 인도에 있어서도, 어떠한 인도라도 대리는 불가능하다.(곽윤직) 그러나, 현실인도는 대리가 불가능하다는 것에는 이견이 없지만, 나머지 인도(간이인도, 목적물반환청구권의 인도)의 경우에는 대리가 가능하다는 견해가 대립하고 있다.

## 대리 일반론
민법에서 대리라고 하는 것은 대리인이 본인의 이름으로 의사표시를 하고 또는 의사표시를 받음으로써 그로부터 발생하는 권리의무를 모두 본인에게 귀속시키는 제도를 말한다. 의사표시에 관한 제도이므로 불법행위의 대리라는 것은 없다. 대리라고 하기 위해서는 대리인에게 많건 적건 자유재량의 여지가 있어야 한다. 그 점에서는 사자(使者)와 다르다. 타인의 식견을 이용하여 자기의 활동범위를 확장하기 위해 쓰이는 것은 그 때문이다. 또한 의사능력이 없는 자를 대신해서 행동하기 위한 제도이기도 하다. 위탁판매업자(委託販賣業者) 등은 대리인이 아니다. 어떤 사람이 위탁판매업자에게 상품의 거래를 의뢰한 경우 그 상품은 일단 상대방으로부터 위탁판매업자에게 귀속하고 거기에서 다시 의뢰자에게로 귀속하기 때문이다. 그러나 일면 대리와도 비슷하므로 이것을 '간접대리(間接代理)'라고 한다. 보험의 권유원 등도 보험회사의 대리인이 아닌 것으로 되어 있다. 또한 법인과 기관의 관계를 나타내는 대표와도 다르다고 한다. 대리가 본인의 의사에 기하는 것인가 아닌가에 따라 임의대리와 법정대리로 나뉜다. 임의대리에 있어서 대리권을 발생시키는 행위를 수권행위(授權行爲)라고 한다. 앞에 말한 바와 같이 대리인은 대리권의 범위 내에서는 자기의 생각으로 의사를 결정하는 것이므로 본인 자신의 의사결정을 필요로 하는 제도에서의 대리는 인정되지 않는다. 혼인·인지·유언 등 신분상의 행위에 그 예가 많다. 이 종류의 행위를 '대리에 친하지 않는 행위'라고 한다.

### 대리의 종류

#### 임의대리와 법정대리

##### 임의대리
임의대리(任意代理)는 본인의 의사에 기한 경우의 대리를 말한다. 다시 말해서 대리권이 법률행위에 의하여 수여되는 경우이다. 법정대리에 대(對)하는 말이다. 임의대리는 위임대리(委任代理)라고도 부르고 있는데 대리는 위임의 대외관계가 아니고 독립한 제도로서 인정되고 있으며 수권행위는 위임계약 이외에도 조합계약·고용계약 등과도 합체(合體)할 수 있고 대리권의 수여만이 별도로 행하여질 수도 있으므로 위임대리라는 용어는 적당치 않다. 위임대리는 본인과 대리인간의 수권행위에 의하여 발생한다. 그리고 임의대리권의 범위는 수권행위에 의하여 정하여진다.

###### 판례
임의대리에 있어서 대리권의 범위는 수권행위(대리권수여행위)에 의하여 정하여지는 것이므로 어느 행위가 대리권의 범위 내의 행위인지의 여부는 개별적인 수권행위의 내용이나 그 해석에 의하여 판단할 것이나, 일반적으로 말하면 수권행위의 통상의 내용으로서의 임의대리권은 그 권한에 부수하여 필요한 한도에서 상대방의 의사표시를 수령하는 이른바 수령대리권을 포함하는 것으로 보아야 할 것이다. 또한 부동산의 소유자로부터 매매계약을 체결할 대리권을 수여받은 대리인은 특별한 사정이 없는 한 그 매매계약에서 약정한 바에 따라 중도금이나 잔금을 수령할 권한도 있다..

##### 법정대리
법정대리(法定代理)는 본인의 신임에 기하지 않고 생기는 대리를 말한다. 임의대리에 상대되는 말이다. 의사능력이 없는 자, 불완전한 자를 대신하여 행위를 하든가 관리자 부재의 경우에 부재자에 대신하여 행위를 하기 위해 설정된 제도이다. 법정대리가 생기는 경우가 세 가지 있다. ⑴ 본인에 대하여 일정한 지위에 있는 자가 당연대리인으로 되는 경우 ― 미성년자의 자식에 대한 친권자(911조, 916조, 920조), 금치산자에 대한 배우자(933조). ⑵ 본인 이외의 사인(私人)의 지정에 의한 경우 ― 지정 후견인(931조). ⑶ 법원의 선임에 의한 경우 ― 부재자의 재산관리인(22조, 23조), 상속재산의 관리인 (1023조) 등. 법정대리인의 범위는 각각의 법률의 규정에 의해 결정된다.

#### 부분적 포괄대리권
부분적 포괄대리권은 영업주의 특정한 종류 또는 특정한 사항에 관하여 재판 외의 모든 행위를 할 수 있는 대리권을 말한다. 대체로 회사에서 과장이나 부장 등의 직함을 쓰는 피용자를 의미한다.

#### 자기계약
자기계약(自己契約)은 A의 대리인 B가 한편으로 A를 대리하고 다른 한편으로 자기의 자격으로 AB간의 계약을 체결하는 것을 의미한다. '상대방대리'라고도 한다. 예를 들면 A가 가옥을 파는 일에 관하여 B를 자기의 대리인으로 한 경우에는 B가 스스로 매수인이 되어 AB간의 매매를 혼자서 체결하는 경우이다. 이러한 행위도 이론상으로는 대리이지만 민법은 원칙적으로 이것을 금한다(124조). 그러나 그 행위가 단순히 채무 이행일 경우에는 유효하며(→ 쌍방대리), 나아가 본인이 자기계약을 추인(追認)하면 유효한 대리행위가 된다.

#### 쌍방대리
쌍방대리(雙方代理)는 한 사람이 동시에 당사자 쌍방의 대리인으로 되어 계약을 체결하는 것을 의미한다. 예를 들면 A로부터 그 소유의 가옥을 파는 것의 대리권을 수여받은 B가 동시에 매수인 C의 대리인으로 되어 계약을 체결하는 것 같은 일이다. 이러한 계약체결도 형식적으로는 대리의 이론에 반하는 것은 아니다. 그러나 이러한 행위를 무조건 허용하면 본인의 이익이 부당하게 해하는 경우가 있다. 그래서 민법은 원칙적으로 이것을 금하고 채무의 이행, 즉 전례에서 C가 A에게 채무를 진 경우에 이것을 이행하는 것(C의 대리인으로서 변제하고 A의 대리인으로서 수령하는 것)만을 막지 않는다고 규정하고 있다(124조). 그 위에 주식명의의 개서(改書), 등기 명의의 변경 등도 막지 않는다고 해석되고 있다. 또 본인이 미리 쌍방대리를 승낙했을 때는 이것을 금할 이유가 없을 뿐 아니라 후일 이것을 추인한 때에도 그 효력이 발생한다. 쌍방대리·자기계약과 같은 견해에 입각한 특별규정이 몇 가지 있다(64·921·951조. 상 199조, 269조, 398조).
판례에 따르면 부동산입찰절차에서 동일한 물건에 관하여 1인이 이해관계를 달리하는 2인 이상의 대리인이 된 경우, 그 대리인이 한 입찰행위는 원칙적으로 무효이다.

#### 공동대리
공동대리(共同代理)는 몇 사람의 대리인이 공동하여서만 완전한 대리행위를 할 수 있는 대리를 말한다. 단 일반적으로 동일사항에 대하여 몇 사람의 대리인이 존재할 때는 공동대리가 아니고 각 대리인은 단독으로 대리하는 것이며 특히 공동대리라는 취지가 분명히 됐을 때에만 공동대리라고 보아야 한다. 공동대리에 관한 일반적인 규정은 민법에 없으나 각 대리인의 대리권은 공동으로 하지 않으면 대리할 수 없다는 제한이 따르는 것으로 해석하지 않으면 안 된다. 따라서 단독으로 대리행위를 한 때에는 권한을 넘은 무권대리가 된다. 그 위에 의사표시를 수령하는 것은 한 사람으로도 할 수 있다고 해석하여야 한다는 견해가 있다(상 12조 2항 참조). 또한 민사소송법상 소송대리인에 대해서는(변호사가 몇 사람인가 있을 때) 개별대리의 원칙이 강행되므로 공동대리의 결정은 효력을 갖지 않는다(민소 84조).

### 대리와 유사한 제도

#### 사자
사자(使者)는 타인의 완성한 의사표시를 전달하는 자(예；편지를 전한다)와 타인의 결정한 의사를 상대방에게 표시하여 그 의사결정을 완성시키는 자(예；말을 전하는 자)를 말한다. 대리와 비슷하지만 대리에 있어서는 의사표시는 어디까지나 대리인 자신의 의사표시인 데 반하여 사자에 있어서는 의사란 표의자 자신이 결정하는 것으로서 사자는 이것을 표시하는 기관에 불과하다. 따라서 사자에 있어서는 본인에게 행위능력이 있어야 한다. 또 착오 기타에 대해서 사자의 표시와 본인의 의사와를 비교해야만 한다. 또한 대리를 인정하지 않는 행위에도 사자를 허용하는 경우가 있다.

## 유권대리

### 대리권
대리권(代理權)은 본인의 이름으로 의사표시를 하고 또 그것을 받아, 그 위에 자신은 그 의사표시에서 생기는 권리의무를 취득함이 없이 이것을 남김없이 본인에게 직접 취득시킬 수 있는 법률상의 지위를 말한다. 권리라고 하기보다 대리를 할 수 있는 지위 또는 자격이라고 하는 것이 옳다. 대리권의 발생원인은 법정대리와 임의대리에서 차이가 있다. 전자는 법률의 규정이나 본인 이외의 자의 지정선임 등에 의해 발생하고, 후자는 본인의 위촉에 의한다. 대리권의 범위는 법정대리에 있어서는 그 대리에 관한 규정을 해석하여 정할 것이며 임의대리에 있어서는 당해의 수권행위의 해석에 의해 정할 일이다. 대리권은 모두 본인의 사망 또는 대리인의 사망·금치산·파산에 의해 소멸하지만 임의대리에서는 내부관계 내지는 수권행위의 소멸에 의해서도 소멸한다(128조).

#### 판례
부동산의 소유자로부터 매매계약을 체결할 대리권을 수여받은 대리인은 특별한 다른 사정이 없는 한 그 매매계약에서 약정한 바에 따라 중도금이나 잔금을 수령할 수도 있다고 보아야 하고, 매매계약의 체결과 이행에 관하여 포괄적으로 대리권을 수여받은 대리인은 특별한 다른 사정이 없는 한 상대방에 대하여 약정된 매매대금지급기일을 연기하여 줄 권한도 가진다고 보아야 할 것이다

#### 대리권의 발생원인
수권행위(授權行爲)는 대리권을 수여하는 법률행위를 말한다. 우리 민법은 대리권을 발생시키는 원인이 위임 이외에는 없을 것으로 생각하고 그것이 불가분 일체라고 하여 입법된 것 같으나 대리권은 고용이나 도급, 조합계약에 의해서도 발생한다. 이리하여 대리권을 발생시키는 행위와 이들 계약과는 다른 것이라는 것이 분명해졌다. 수권행위는 그러한 이해 밑에서 의의를 갖게 되었다. 그렇지만 그것만으로 단독으로 존재하는 일은 적고 통상은 위임 등과 합체(合體)하여 존재한다. 수권행위는 단독행위인가 계약인가가 문제가 되는데 위임에 유사한 무명계약이라고 해석하는 소수설과 상대방의 수령(受領)을 요하는 단독행위로서 파악하는 다수설이 있다. 수권행위는 민법상 불요식행위이다. 그러나 통상 위임장을 건네는 것으로 하게 된다. 그 중에서 대리인의 성명이나 대리권의 내용이 씌어 있지 않은 것을 백지위임장이라고 한다.

#### 대리권의 범위

##### 관리행위 =
관리행위(管理行爲)는 보존행위 · 이용행위 및 개량행위의 총칭으로서 처분행위에 상대되는 말이다. 임의대리에 있어서는 대리권의 범위는 수권행위의 해석에 의해 정하여지나 해석에 의해서는 아무래도 정해지지 않을 때가 있다. 그 경우에 민법은 대리인은 관리행위만을 할 수 있다고 했다(제118조). 한정치산자의 능력의 범위도 거의 관리행위의 범위와 일치한다(10조). '보존행위'란 재산의 현상을 유지하는 행위를 말하며 소멸시효를 중단하는 행위나 가옥의 수선 등이 여기에 해당한다. '이용행위'란 재산을 그 용법에 따라 이용하여 수익을 올리는 행위를 말하며 가옥의 임대나 황지(荒地)의 경작 등이 여기에 해당한다. '개량행위'란 재산의 성질을 변하지 아니하는 범위에서 그 가치를 증가시키는 행위를 말하며 예를 들면 무이자채권을 이자채권으로 바꾸는 행위, 가옥에 장식 · 설비를 하는 행위 등이 여기에 해당한다.

### 대리행위

#### 현명주의
현명주의(顯名主義)는 대리인이 대리 행위를 함에는 본인을 위한 것임을 표시하여 행위의 효과의 귀속을 받은 자를 상대방에게 표시하여야 한다는 주의를 말한다. 민법은 이 주의를 취하고 있다(115조). 그러나 상법에서는 상행위는 개성이 희박하므로 현명주의를 취하지 않는다(48조). 그러나 어음행위에 관하여는 법률관계가 증권상에 기재되는 것을 요하므로 다시 현명주의가 취해지고 있다(어음 8조. 수표 11조). 본인을 위한 것임을 표시하는 의사표시, 즉 대리의사는 반드시 명시적일 필요는 없고 묵시적이라도 좋다(민 115조 단서). 수동대리(受動代理)에서는 상대방이 대리인에 대하여 대리의사를 표시하여야 한다(114조 2항). 대리의사를 표시하지 않은 경우에도 거래의 효과가 발생한다(115조).

#### 하자 있는 대리행위와 그 효력
대리행위의 효력에 영향이 미치는 하자(瑕疵)는 대리인에 관하여 정하는 것이 당연하다는 견해. 대리는 법률행위를 하는 자는 대리인 자신이고 본인은 그 효과의 귀속을 받을 뿐이므로 의사표시에 관련하는 심리적인 사항이 문제가 될 때에는 대리인 자신에 관하여 정하는 것이 당연하다고 하게 된다(116조). 따라서 대리인이 상대방과 통모(通謀)하여 허위의 행위를 하여도 효력이 생기지 않고 대리인에 착오가 있으면 취소할 수 있다. 또한 대리인이 사기당하든가 강박을 받으면 취소할 수가 있다. 어느 사실을 알고 있는 것, 알지 못하는 것에 따라 법률행위가 영향을 받는 경우에도 대리인에 의해 정해지나, 이 경우 본인이 알고 있으면서 대리인에게 고하지 않았을 때에는(예；가옥구입의 대리권을 부여한 자가 그 가옥에 瑕疵가 있는 것을 알면서 고하지 않은 것과 같은 경우) 대리인의 그것을 모르더라도 위의 예와 같은 경우에 본인은 상대방에 대하여 하자담보(瑕疵擔保)의 책임을 묻지 못한다고 되어 있다(116조2항).

### 복대리
복대리(復代理)는 대리인이 다시금 타인을 선임하여 본인의 대리를 시키는 것을 일컫는다. 대리인은 본인에 대하여 대리행위를 하지 않으면 안 되는 책임을 지는 일이 많으나 경우에 따라서는 대리인이 그 책임을 완수하지 못하는 일도 있다. 이러한 경우를 대비하여 만든 제도가 복대리이다. 복대리를 자유로 할 수 있는가 없는가는 본인의 의사에 기하지 않는 법정 대리인과 본인의 신임을 받은 임의대리인에서는 다르다. 즉 임의대리인은 원칙적으로 복대리인을 선임하는 권한이 없다. 다만 본인의 허락을 얻은 경우와 급박한 사정이 있어서 스스로 대리행위를 할 수가 없고 또한 본인의 승낙을 얻을 사이도 없을 경우(즉 부득이한 사유있는 때)에만 복임권(復任權)이 있다(120조). 이에 반하여 법정대리인은 언제든지 그 책임으로 복대리인을 선임할 수 있다(122조). 복대리인은 대리인의 대리인이 아닌 본인의 대리인이며 복대리인이 행한 법률행위의 효과는 직접 본인에게 귀속한다.

## 무권대리
무권대리(無權代理)는 대리권이 없음에도 불구하고 대리인으로서 한 행위를 말한다. 전혀 대리권이 없는 경우와 대리권의 범위를 넘은 경우를 포함한다.

### 판례
표현대리가 성립된다고 하여 무권대리의 성질이 유권대리로 전환되는 것은 아니므로, 양자의 구성요건 해당사실 즉 주요사실은 서로 다르다고 볼 수 밖에 없다. 그러므로 유권대리에 관한 주장 가운데 무권대리에 속하는 표현대리의 주장이 포함되어 있다고 볼 수 없다

### 표현대리
표현대리 또는 표견대리(表見代理)는 무권대리(無權代理) 즉 대리권이 없는 자가 대리인이라 칭하고 행하는 행위 가운데 그 대리인이라 칭하는 자(무권대리인)와 본인과의 사이에 특수한 관계가 있기 때문에 본인에 관하여 대리권이 진실로 존재한 것과 같은 효과를 생기게 하는 제도이다.

## 같이 보기
- 대리와 사자의 구별
- 대리인
- 임의대리
- 법정대리